# St. Jakobus (Osthausen)

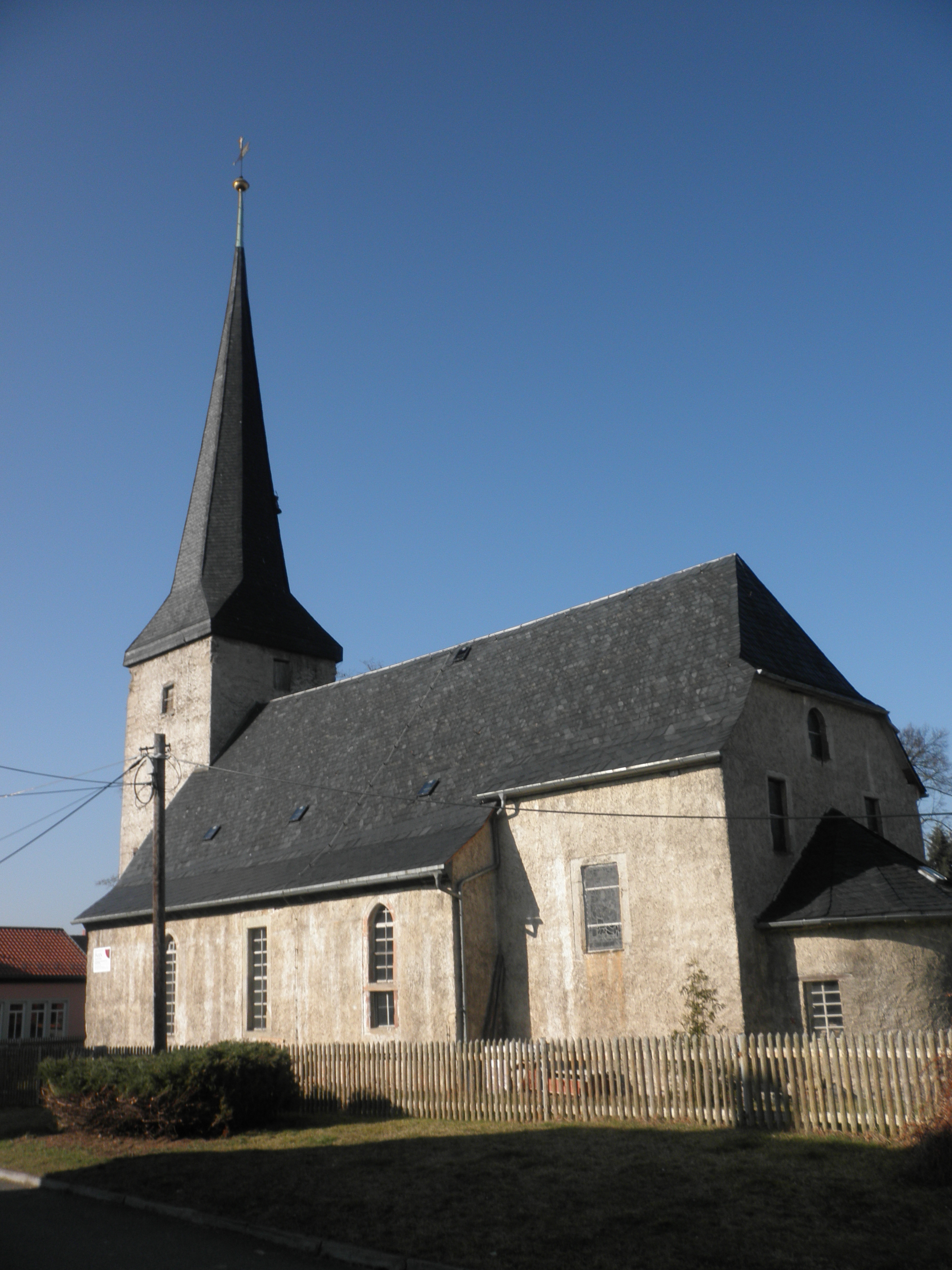
Die Kirche

Die Dorfkirche St. Jakobus steht in Osthausen, einem Ortsteil der Gemeinde Osthausen-Wülfershausen, im Ilm-Kreis in Thüringen. Sie gehört zum Evangelisch-Lutherischen Kirchengemeindeverband Elxleben-Witzleben im Kirchenkreis Arnstadt-Ilmenau der Evangelischen Kirche in Mitteldeutschland.

## Geschichte
1235 wurde eine dem Jakobus geweihte Kapelle erwähnt. Um 1500 waren der  Kirchturm und das Kirchenschiff so gestaltet, wie sie sich heute noch darstellen.
1696 wurde eine neue Orgel eingebaut. Das vorhandene Taufbecken wurde wegen Platzmangel im Jahr 1698 vor die Eingangstür gestellt. Danach folgte der Einbau der neuen Kanzel über dem Altar. 1703 erhielt der Kirchenraum eine Bemalung und wurde mit christlichen Motiven dekoriert. 1710 schloss sich eine Dachreparatur des Kirchenschiffes an. 1714 erhielt das Gotteshaus neue Fenster und 1715 überholte man die Fassade. Hinter dem Altar wurde der Beichtstuhl eingebaut. 1747 sanierten die Bürger die kunstvolle Malerei. Man baute danach neue Emporen und hölzerne Sitzbänke ein.
Ein Turmanker war 1884 fällig, um dem Turm mehr Stabilität zu geben.
1860 wurde eine Erweiterung des Gottesackers erforderlich.
Der Turmknopf wurde 1865 repariert. 1888 schlug ein Blitz ein, ohne größeren Schaden anzurichten. 1901 erfolgte wieder ein Blitzeinschlag mit Folgen.
Die nächste Neubeschieferung von Turm und Dach mit erforderlicher Neugestaltung fand 1969 statt. 1980 wurde der Glockenstuhl restauriert. 1990 erhielt das Gotteshaus eine elektrische Läutanlage.
2001 wurde das Gotteshaus wegen Einsturzgefahr gesperrt. Deshalb wurde am 26. Mai 2003 ein Förderverein zur Erhaltung der Kirche gegründet.
2003 wurde die Orgel ausgelagert.